# Кибер неделя
Кибер неделя беше ежегоден кеч pay-per-view турнир, продуциран от World Wrestling Entertainment (WWE). През 2004 и 2005, събитието е познато като Забраненият вторник и е турнир на марката Първична сила.
По време на годините на Забранения вторник, събитието става първият турнир, проведен във вторник от компанията откакто Този вторник в Тексас през 1991, първия турнир, който не се провел в неделя откакто Сървайвър през 1994, и първото събитие, което не се е провело в неделя като цяло откакто Във вашия дом 8: Зло куче 2 през 1996. Първото събитие се провежда през октомври, а през 2005 се премества в началото на ноември. От 2006 шоуто се мести в неделя, заради проблеми със записването на Разбиване! (провеждащо се във вторник)—и сменя името си на Кибер неделя.
Най-отличителната черта на Кибер неделя, е възможността на феновете да гласуват за някои аспекти на всеки мач. Гласуването обикновено започва в средата на един от епизодите на Първична сила няколко седмици преди това и завършва по време на турнира, често моменти преди мача да започне. Заради това, Кибер неделя е определен като като "интерактивен турнир". За първите четири събития, гласуването се осъществява онлайн чрез WWE.com, с официалното мото за турнира „Включете се. Завземете“. През 2008 г. обаче, това беше заменен с вот през текстови съобщения, но това е на разположение само за мобилни оператори на Съединените щати. Въпреки това, мача между Гробаря и Грамадата става универсален, тъй като фенове могат да гласуват за условието на мача от WWE.com.
През 2009, турнирът е заместен от Турнирът на най-добрите. Обаче, гласуване от феновете се използва понякога за Първична сила като WWE Актив (първоначално Първичен актив) за някои епизоди на Първична сила.
На 4 и 5 ноември 2002 WWE записват три мача от Fleet Center в Бостън, Масачузетс и Verizon Wireless Arena в Манчестър, Ню Хампшър, излъчвайки ги седмица по-късно на 12 ноември. Това събитие става известно като Супер вторник. Сред мачовете Еди Гереро печели мач Тройна заплаха срещу Крис Беноа и Острието, Тори Уилсън и Триш Стратъс участват в мач с бикини до равенство, а в главния отборен мач отбора на Трите Хикса, Крис Джерико, Крисчън и 3-минутното внимание побеждават отбора на Роб Ван Дам, Кейн, Букър Ти, Бъба Рей Дъдли и Джеф Харди.

## Дати и места
██ Турнир на Първична сила
| № | Име                        | Дата        | Град                      | Място             | Главен мач                                                                        |
| - | -------------------------- | ----------- | ------------------------- | ----------------- | --------------------------------------------------------------------------------- |
| 1 | Забраненият вторник (2004) | 19 октомври | Милуоки, Уисконсин        | Bradley Center    | Ренди Ортън срещу Рик Светкавицата                                                |
| 2 | Забраненият вторник (2005) | 1 ноември   | Сан Диего, Калифорния     | iPayOne Center    | Рик Светкавицата срещу Трите Хикса1 Джон Сина срещу Кърт Енгъл срещу Шон Майкълс2 |
| 3 | Кибер неделя (2006)        | 5 ноември   | Синсинати, Охайо          | U.S. Bank Arena   | Крал Букър срещу Джон Сина срещу Грамадата3                                       |
| 4 | Кибер неделя (2007)        | 28 октомври | Вашингтон, окръг Колумбия | Verizon Center    | Батиста срещу Гробаря3                                                            |
| 5 | Кибер неделя (2008)        | 26 октомври | Финикс, Аризона           | US Airways Center | Крис Джерико срещу Батиста3                                                       |

Мач за:
1↑Интерконтиненталната титла на WWE;
2↑Титлата на WWE;
3↑Световната титла в тежка категория